# COMSA Rail Transport

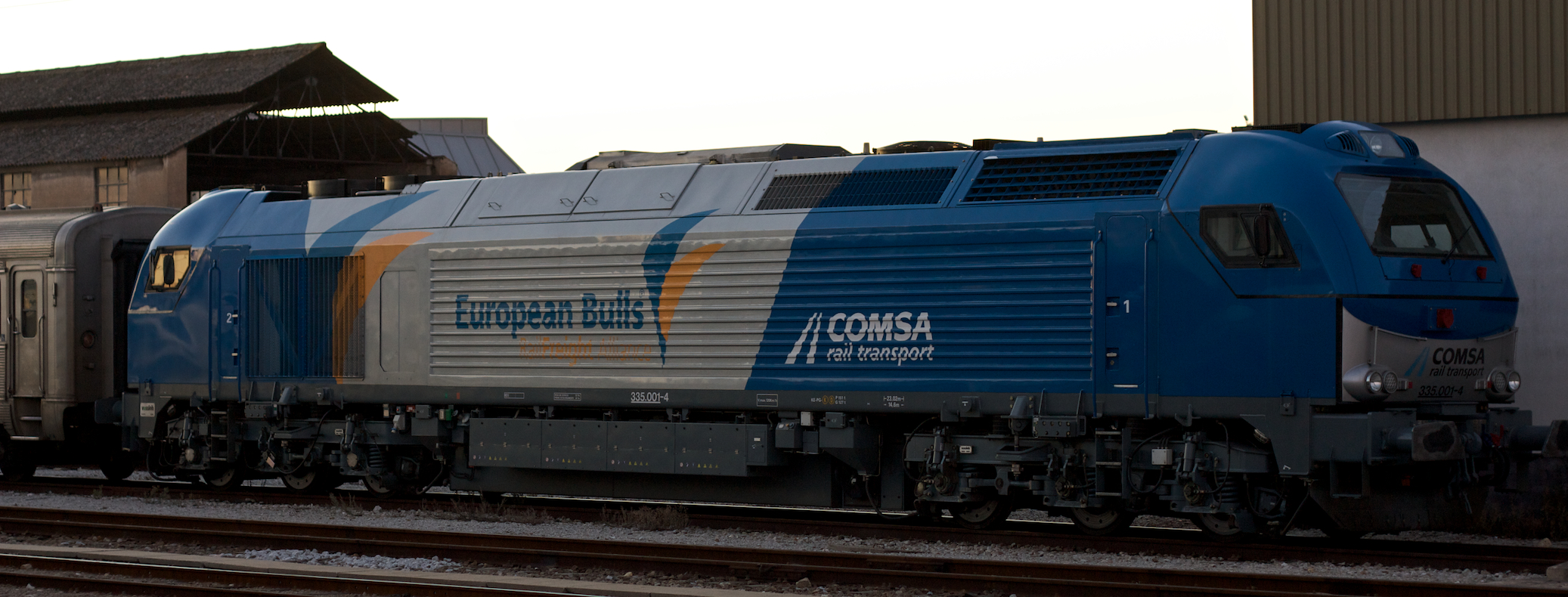
Locomotora 335-001 de COMSA Rail Transport, marcado European Bulls

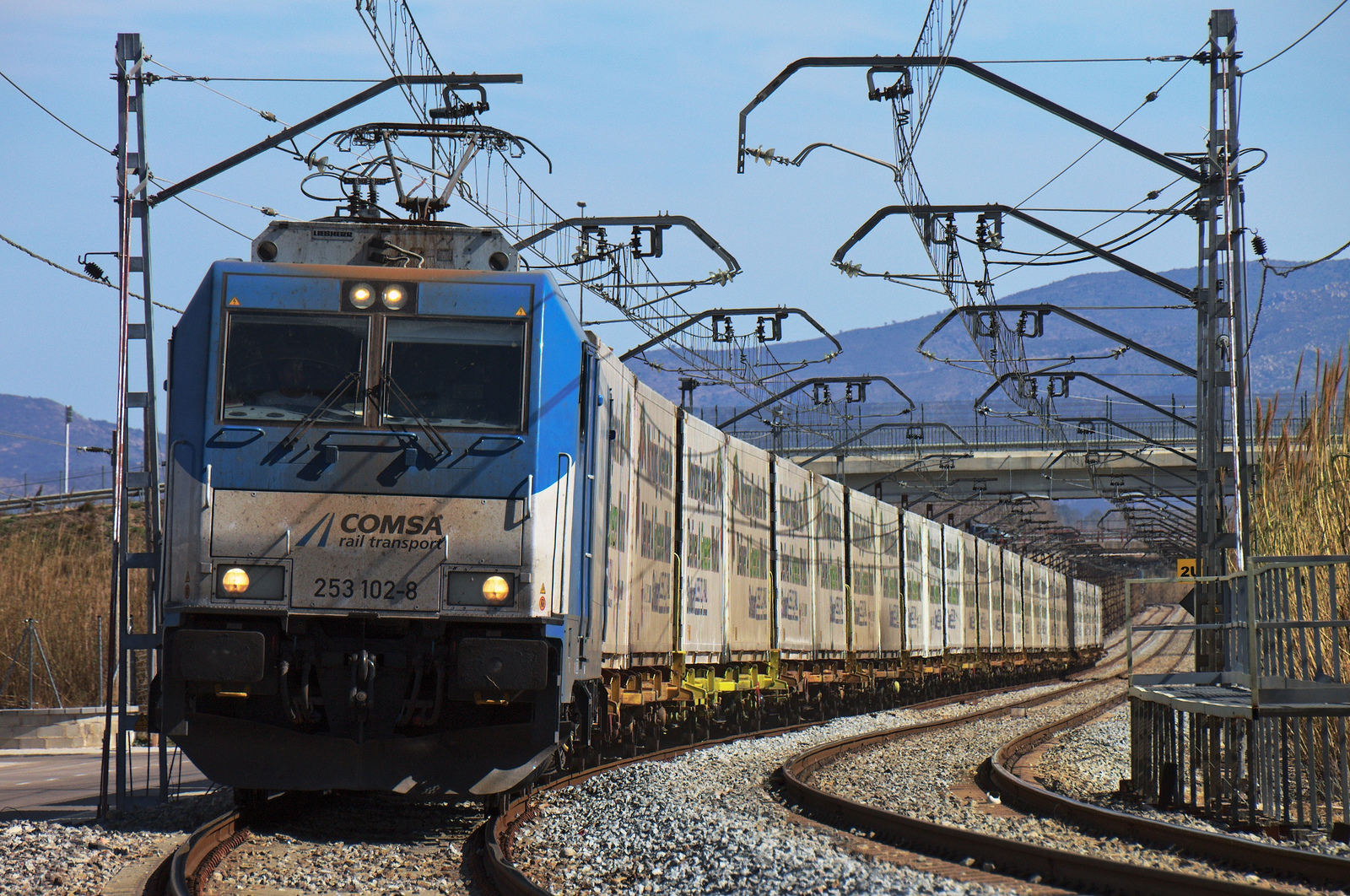
La locomotora eléctrica 253-102 de COMSA Rail Transport arrastra el frutero por la línea Barcelona-Cerbère a su paso por Figueras.

COMSA Rail Transport era una filial del Grupo COMSA creada en 2002 para proporcionar servicios de logística integral, transporte ferroviario de mercancías y de pasajeros. El 31 de octubre de 2018 fue vendida a SNCF y cambió su denominación a CAPTRAIN España.

## Historia
En 2005, Comsa Rail Transport fue uno de los fundadores de la "European Bulls RailFreight Alliance", con Rail4Chem de Alemania; Nordcargo (filial de Ferrocarriles Norte Milán) de Italia; ferPolska de Polonia (filial de Rail4Chem y COMSA); y otros. Esa alianza empezó a desintegrarse cuando en 2008 Veolia Cargo compraba Rail4Chem y Deutsche Bahn el 49% del capital de Nordcargo.
Fue la primera compañía privada en obtener la concesión de Licencia de Empresa Ferroviaria para el transporte de mercancías, el 27 de septiembre de 2005 (el mismo día que la pública Renfe Mercancías), y su actividad se inició en 2007 en España y en 2009 en Portugal. También fue la primera empresa española privada en operar locomotoras duales (híbridas), las BiTrac, en el transporte de carbón en contenedores, desde el Puerto de Avilés a la central térmica de Compostilla II.
En 2009 crearon la sociedad Ibercargo, resultado de la alianza de Comsa Rail Transport con la portuguesa Takargo, que permitió el desarrollo y la implantación de operaciones ferroviarias en Portugal, dando cobertura a toda la península ibérica.
En abril de 2013, la división de logística y transporte de mercancías de SNCF, SNCF Geodis, adquiría 25% del capital de COMSA Rail Transport a través del holding Transport Ferriviaire Holding (TFH), sucursal de Transport Logistique Partenaires (TLP), la holding central de SNCF Geodis.
En 2014 incrementó en un 8% el tráfico de mercancías respecto a 2013, pasando de 8.500 a 9.200 trenes, y superó los 2,6 millones de toneladas transportadas, un 13% más que el año anterior.
En julio de 2017, Comsa Corporación y SNCF llegan a un acuerdo para la transmisión de la totalidad de las acciones de COMSA Rail Transport por un importe no revelado. Según el comunicado de prensa, SNCF mantendría al equipo directivo y el plan de negocio, aunque se procede al cambio de denominación de la empresa, que pasa a llamarse CAPTRAIN España, de manera similar al resto de operadoras ferroviarias de mercancías del Grupo Captrain. El 31 de octubre de 2018 se formaliza la venta de la totalidad de las acciones a SNCF.

## Parque móvil

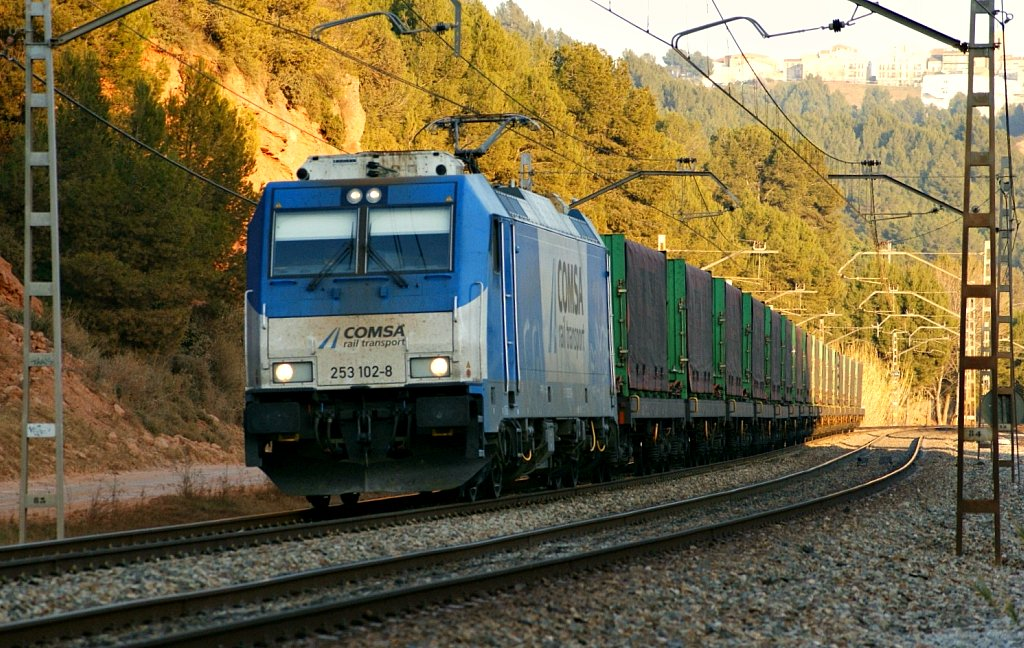
La locomotora eléctrica 253.102 de COMSA con mercancías Tramesa Steel, dejando atrás la estación de Castellbisbal.

- 2 locomotoras MZ III numeradas 312-301 y 312-302.
- 2 locomotoras Vossloh G1700 BB numeradas 312-110 y 312-111.
- 3 locomotoras Serie 335 numeradas 335-001, 335-002 y 335-003 y 4 alquiladas a Alpha Trains numeradas 335-020, 335-021, 335-037, 335-038 a través de la sociedad IBERCARGO.
- 3 locomotoras Serie 253 de Renfe numeradas 253-101, 253-102 y 253-103 y otra alquilada a Renfe Operadora (número 253-002).
- 11 locomotoras Electroputere 060DA LDE2100 (conocidas como "Rumanas").
- 9 locomotoras CAF Bitrac numeradas 601-001, 601-002, 601-003, 601-004, 601-005, 601-006, 601-007, 601-008 y 601-009.[3]
- 3 locomotoras Serie 269 de Renfe, alquiladas a Renfe Operadora, numeradas 269-029, 269-045 y 269-050.